# CART World Series 1991
CART World Series 1991 kördes över 17 omgångar. Michael Andretti tog sin enda stora titel i karriären, när han vann före Bobby Rahal.

## Delsegrare
| Datum        | Bana             | Vinnare            | Team                    | Rapport |
| ------------ | ---------------- | ------------------ | ----------------------- | ------- |
| 17 mars      | Surfers Paradise | John Andretti      | Hall/VDS Racing         | *       |
| 14 april     | Long Beach       | Al Unser Jr.       | Galles-Kraco Racing     | *       |
| 21 april     | Phoenix          | Arie Luyendyk      | Vince Granatelli Racing | *       |
| 26 maj       | Indianapolis 500 | Rick Mears         | Marlboro Team Penske    | *       |
| 2 juni       | Milwaukee        | Michael Andretti   | Newman/Haas Racing      | *       |
| 16 juni      | Detroit          | Emerson Fittipaldi | Marlboro Team Penske    | *       |
| 23 juni      | Portland         | Michael Andretti   | Newman/Haas Racing      | *       |
| 7 juli       | Cleveland        | Michael Andretti   | Newman/Haas Racing      | *       |
| 14 juli      | Meadowlands      | Bobby Rahal        | Galles-Kraco Racing     | *       |
| 21 juli      | Toronto          | Michael Andretti   | Newman/Haas Racing      | *       |
| 4 augusti    | Michigan 500     | Rick Mears         | Marlboro Team Penske    | *       |
| 25 augusti   | Denver           | Al Unser Jr.       | Galles-Kraco Racing     | *       |
| 1 september  | Vancouver        | Michael Andretti   | Newman/Haas Racing      | *       |
| 15 september | Mid-Ohio         | Michael Andretti   | Newman/Haas Racing      | *       |
| 22 september | Road America     | Michael Andretti   | Newman/Haas Racing      | *       |
| 6 oktober    | Nazareth         | Arie Luyendyk      | Vince Granatelli Racing | *       |
| 20 oktober   | Laguna Seca      | Michael Andretti   | Newman/Haas Racing      | *       |

## Slutställning
| Plats | Förare                | Team                                                                    | Poäng |
| ----- | --------------------- | ----------------------------------------------------------------------- | ----- |
| 1     | Michael Andretti      | Newman/Haas Racing                                                      | 230   |
| 2     | Bobby Rahal           | Galles-Kraco Racing                                                     | 200   |
| 3     | Al Unser Jr.          | Galles-Kraco Racing                                                     | 197   |
| 4     | Rick Mears            | Marlboro Team Penske                                                    | 144   |
| 5     | Emerson Fittipaldi    | Marlboro Team Penske                                                    | 140   |
| 6     | Arie Luyendyk         | Vince Granatelli Racing                                                 | 134   |
| 7     | Mario Andretti        | Newman/Haas Racing                                                      | 132   |
| 8     | John Andretti         | Hall/VDS Racing                                                         | 105   |
| 9     | Eddie Cheever         | Chip Ganassi Racing                                                     | 91    |
| 10    | Scott Pruett          | Truesports                                                              | 67    |
| 11    | Danny Sullivan        | Patrick Racing                                                          | 56    |
| 12    | Scott Brayton         | Dick Simon Racing                                                       | 52    |
| 13    | Scott Goodyear        | UNO Racing                                                              | 42    |
| 14    | Tony Bettenhausen Jr. | Bettenhausen Motorsports                                                | 27    |
| 15    | Jeff Andretti         | Bruce Leven Racing                                                      | 26    |
| 16    | Mike Groff            | Euromotorsport A.J. Foyt Enterprises                                    | 22    |
| 17    | Willy T. Ribbs        | Walker Motorsport                                                       | 17    |
| 18    | John Jones            | Arciero Racing Team                                                     | 10    |
| 19    | Ted Prappas           | P.I.G. Racing                                                           | 9     |
| 20    | Gordon Johncock       | Hemelgarn Racing                                                        | 9     |
| 21    | Paul Tracy            | Marlboro Team Penske Dale Coyne Racing                                  | 6     |
| 22    | Buddy Lazier          | Walther Motorsport Hemelgarn Racing Walker Motorsport Dale Coyne Racing | 6     |